# Berty Tovías
Berty Tovías Wertheimer (1952, Barcelona) és un actor, director teatral i professor de teatre. Dirigeix l'escola Estudis de Teatre a Barcelona i és un dels més reconeguts especialistes en teatre físic, moviment i en la pedagogia de Jacques Lecoq.

## Trajectòria professional
Berty Tovías es llicencia el 1976 per l'Institut del Teatre de Barcelona i de seguida entra a formar part de la companyia Dagoll Dagom, on obté un gran èxit amb obres com Antaviana o La nit de Sant Joan. Durant el 1982, 1983 i 1984 estudia interpretació a L'École International de Théâtre Jacques Lecoq de París coincidint allà amb l'actor català Toni Albà.
En tornar a Barcelona treballa com a actor a teatre, cinema i televisió. Dirigeix nombrosos muntatges entre els que cap destacar "…Ño!" de Pepe Rubianes. Participa com a director convidat a la cerimònia d'inauguració de les Olimpíades de Barcelona de 1992. Des de la seva estada a París, el seu interès se centra en la pedagogia. Comença la seva trajectòria com a professor impartint lliçons en un petit local del barri Gòtic barcelonès: El Col·legi. Durant els seus 10 anys com a director pedagògic (1986.1997) fa d'aquest centre una de les principals escoles de teatre de Barcelona.
Des de 1989 també és professor d'interpretació a l'Institut del Teatre de Barcelona, i imparteix sovint cursos tant a Espanya com a l'estranger (Escola d'Òpera de Barcelona, Escuela Navarra de Teatro, Academia Nazionale d'Arte Dramática S. D'Amico en Roma, Scuola Europea per l'Arte dell'Attore, etc.) 
El 1997 viatja a Madrid amb els seus alumnes per participar activament en l'homenatge a Jacques Lecoq. Aquest mateix any, recolzat pel mateix Lecoq, funda a Barcelona el seu propi centre: "Estudis Berty Tovías. Escola Internacional de Teatre".
Actualment Berty Tovías compagina la seva tasca docent amb la direcció de muntatges teatrals entre els quals cal destacar “La mort de Marguerite Duras” de Tato Pavlovsky, estrenada a Buenos Aires i “Inferno” de Felipe Cabezas. El 2016 dirigeix la posada en escena de l'obra "Una vida en el teatre" de David Mamet, dirigida per Moisès Maicas i protagonitzada pels actors Enric Majó i Dafnis Balduz.

## Alumnes destacats
- Sergi López
- Jordi Mollà
- Merche Ochoa
- Jordi Sánchez
- Àlex Casanovas
- Maria Lanau
- Edu Soto
- Alba Florejachs
- Jordi Ríos
- Manel Fuentes
- Bruno Oro Pichot
- Santi Millán
- Andrea Trepat
- Anna Barrachina
- Guillem Albà